# Ballo in campagna e Ballo in città
Ballo in campagna (Danse à la campagne) e Ballo in città (Danse à la ville) sono due dipinti del pittore francese Pierre-Auguste Renoir, realizzati nel 1883 e conservati al Musée d'Orsay di Parigi.

## Descrizione
Renoir realizzò i due quadri nel 1883 su commissione del mercante Paul Durand-Ruel, il quale voleva che il pittore consacrasse due tele al tema dei divertimenti mondani e agresti dei parigini. Nei due Balli, esplicitamente concepiti come pendant da appendere l'uno accanto all'altro, si avverte un deciso distacco dalle opere precedenti: Renoir, infatti, si accorge di aver ormai esaurito le possibilità offerte dalla maniera impressionista e, per questo motivo, modella le figure con maggiore precisione dei dettagli, memore della pittura plasticamente definita di Raffaello Sanzio, che appena due anni prima aveva potuto ammirare a Roma. Il Ballo in campagna e il Ballo in città, in effetti, furono i primi esiti di quello che divenne poi universalmente noto come «stile aigre».
Le due opere raffigurano due aspetti diversi, se non antitetici, del ballo. Nel Ballo in città Renoir si rivolge ai balli dell'alta società parigina, dove le convenzioni e la rigidità dei rapporti sociali hanno avuto la meglio sulla spontaneità. I due danzatori atteggiano le loro membra moderatamente, se non in maniera ridicolmente rigida. La sobria e forse artificiosa eleganza che esibisce questa tela si ritrova anche nell'austerità dello sfondo, dove si scorge un'algida semicolonna di marmo, e nella tavolozza, dominata da toni freddi, che tuttavia non esitano a offrire brani di particolare preziosità pittorica, come nel caso dell'abito da sera della donna, bianco perla con sfumature rosa e blu. Ad aver posato per il dipinto sono Paul Auguste Lothe, amico del pittore, e Suzanne Valadon, importante voce della scena artistica parigina.
Nel Ballo in campagna i due ballerini si liberano dalle inibizioni che imprigionano i rapporti sociali in città e si cimentano in una danza spontanea e roteante. La scena prende luogo all'aperto, nelle campagne fuori Parigi, in una terrazza ombrosa dove è stato appena consumato un pranzo: lo possiamo capire dal tavolino presente lungo il margine destro della tela, ancora ingombro dei resti del pasto e di un bicchiere di vino bianco non completamente bevuto. Possiamo immaginare che, dopo l'intervento dei clarinetti e delle fisarmoniche, i vari commensali si siano lasciati trascinare dal ritmo musicale effervescente e popolare da essi prodotto e abbiano bruscamente interrotto il pasto, dando inizio a un ballo disinvolto e movimentato. L'entusiasmo è palpabile: in basso a destra scorgiamo un cappello di paglia caduto a terra, evidentemente caduto da qualche altra coppia che ha ballato in precedenza. Anche le due monumentali figure che invadono quasi completamente la tela si stanno lasciando andare alla beatitudine del ballo e alla joie de vivre. L'uomo, acceso dal desiderio di ballare, ha infatti rapito la sua damigella dal tavolo e non le ha neanche consentito di posare il ventaglio, evidente sinonimo di estate, trascinandola in un ballo incalzante e vorticoso. A dirigere le danze è infatti l'uomo, che afferra delicatamente la mano di lei (quella che impugna il ventaglio) e la orienta e, con il braccio destro, ne cinge la corpulenta vita: il suo volto è impreziosito da una barba soffice e curata e all'amata rivolge uno sguardo devoto, attento e premuroso. La donna ha le mani guantate, indossa un vaporoso cappello rosso - era impensabile, per una signora dell'epoca, frequentare luoghi pubblici senza guanti e con il capo scoperto - e il suo corpo è avvolto da una pallida mussolina fiorita. La donna adagia la sua mano sinistra sulla spalla del suo cavaliere, e lancia all'osservatore uno sguardo raggiante e comunicativo. È evidente, dunque, come questo ballo galeotto sia distante anni luce dalle danze contenute e artefatte che avevano luogo nelle sale dei palazzi borghesi di Parigi. Altrettanto significativa è la scelta dei modelli: per il maschio posa sempre Paul Auguste Lothe, mentre la figura femminile stavolta non è più la Valadon, bensì Aline Chargot, futura moglie del pittore.